# سکس کمدی است
سکس کمدی است (انگلیسی: Sex Is Comedy) یک فیلم در ژانر درام به کارگردانی کاترین بریا است که در سال ۲۰۰۲ منتشر شد. از بازیگران آن می‌توان به آن پاریو و روکسان مسکیدا اشاره کرد.